# Karel Rélink
Karel Rélink, narozen jako Röhling, křtěný Karel Vilém Jan (3. srpna 1880 Praha – 6. května 1945 Křivoklát) byl český malíř a ilustrátor, antisemita a kolaborant s nacisty.

## Život

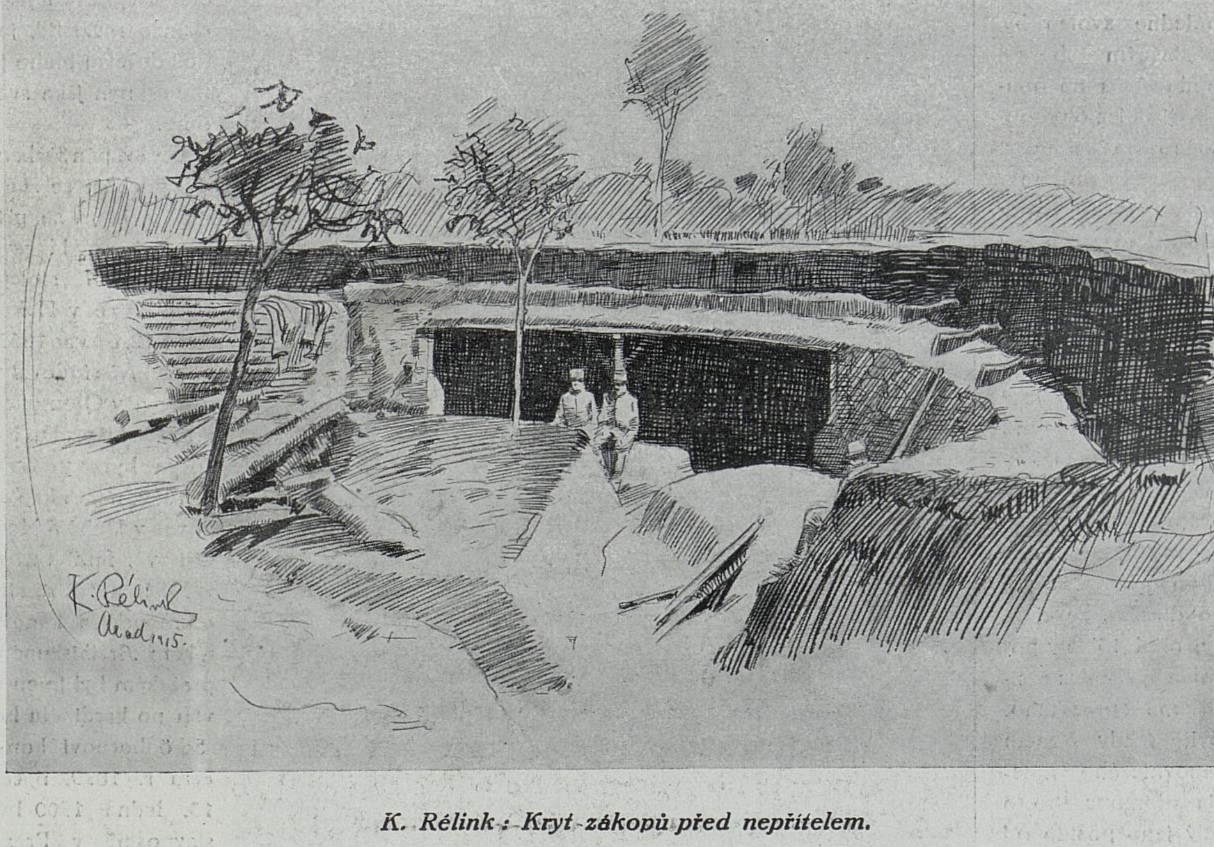
Karel Rélink, kresba ze služby v armádě (Arad 1915)

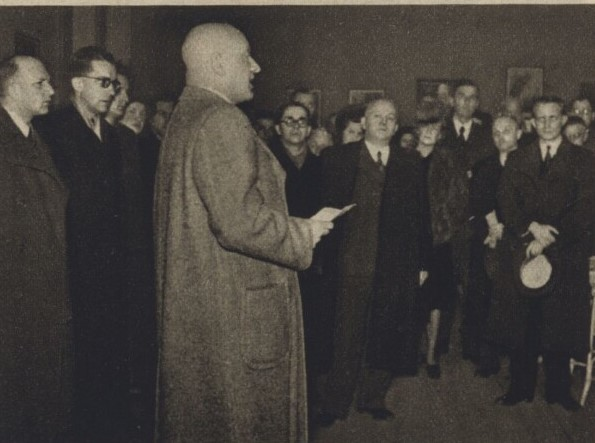
Emanuel Moravec zahajuje Rélinkovu výstavu Židobolševismus metla lidstva, Praha 1943

### Mládí
Narodil se v rodině pražského kupeckého (obchodníka) Gabriela Röhlinga (1851–1882) a jeho manželky Josefy, rozené Chrsové (1848–1898). Měl čtyři sourozence, z nich pouze starší bratr Vladislav Röhling, rovněž ilustrátor, malíř a grafik, se dožil dospělosti. Otec zemřel, když byl Karlu Rélinkovi rok. Vystudoval Uměleckoprůmyslovou školu v Praze a poté nastoupil na Akademii výtvarných umění, kde byl žákem Václava Brožíka. Po studiích pobýval v Paříži, první světovou válku prožil jako plukovní malíř 28. pěšího pluku.

### Rodinný život a změny příjmení
Dne 24. dubna 1907 se v Praze oženil s Boženou Kösslerovou (1888–1945). Manželka byla též literátka, přispívala zejména do Ženských listů a Národní politiky. Knižně jí vyšly dvě publikace inspirované Francií, které ilustroval její manžel.
V roce 1908 se manželům Rélinkovým v Paříži narodila dcera Renée,  která zemřela v roce 1927 jako devatenáctiletá.
O tom, jak se Karel Rélink přizpůsoboval době svědčí, že se narodil jako Karel Röhling, ale po vzniku Československa si v roce 1919 příjmení úředně změnil na Rélink. Za německé okupace navrátil příjmení zpět na německou pravopisnou verzi Röhling. Na razítku, kterým označoval své písemnosti, se po tomto přejmenování psal jako Karel Rélink–Röhling.

### Protižidovské postoje
Již v roce 1925 proběhla v Klementinu Rélinkova výstava kreseb, které měly ilustrovat výroky Talmudu. (Knižně vydáno jako Zrcadlo Židů 1925 a 1936.) Výstava byla policejně uzavřena a po odstranění některých kreseb znovu otevřena. K. J. Beneš v Přítomnosti uvedl na základě konkrétních příkladů a stanovisek znalců,, že Rélinkem často citovaná autorita prof. dr. August Rohling vědomě falšoval své závěry s tím, že např. nepřesně překládal, odvolával se na neexistující texty a dopouštěl se při interpretaci dalších závažných prohřešků. Ještě v roce 1933 interpeloval poslanec Angelo Goldstein ministra vnitra, že je Zrcadlo Židů stále rozšiřováno.
Roku 1940 se na pozvání Josepha Goebbelse uskutečnila propagační cesta českých uměleckých pracovníků po Německu a Nizozemsku. Karel Rélink byl mezi vybranými účastníky.
Jako umělec nebyl Rélink veřejností dlouho přijímán i přesto, že jeho výstava jeho obrazů a „dokumentů“ Žid–nepřítel lidstva se v letech 1939 a 1940 konala v Praze i dalších městech. Oficiálního uznání se mu dostalo až v březnu 1942, kdy proběhla slavnostní vernisáž výstavy Židobolševismus-nepřítel lidstva a jiné obrazy. Tuto výstavu zahájil nejpřednější kolaborant ministr Emanuel Moravec. Zdobil ji portrét Adolfa Hitlera (sám Hitler přijal, jako jediné dílo českého umělce, Rélinkův obraz V Tvých šlépejích, svatý Václave, kde nad světcovou svatozáří byl namalován hákový kříž).

### Závěr života
V roce 1943 byl jmenován uměleckým správcem hradu Křivoklátu, v této funkci setrval do konce války.
Dne 6. května 1945 spáchal společně se svou manželkou sebevraždu. (Jako příčina smrti je uvedena „otrava neznámým narkotikem“.) Oba sebevrazi byli pochováni 9. května 1945 na křivoklátském hřbitově

## Dílo
Z díla Karla Rélinka si trvalejší hodnotu zachovala kniha vzpomínek Pražská bohéma. K výtvarnému dílu uvedl Ottův slovník naučný: „Jeho perokresby připomínají na kresby Maroldovy a Rélink ovládá tyto práce velmi zručně.“ Naopak Jaroslav Durych použil pro Rélinka v časopise Rozmach výraz „akademický natěrač“.

### Knižní vydání – ilustrace

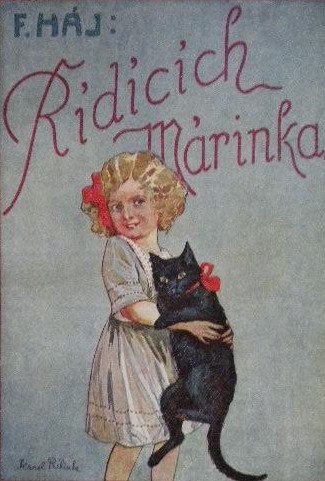
Karel Rélink, Řídících Márinka (1935)

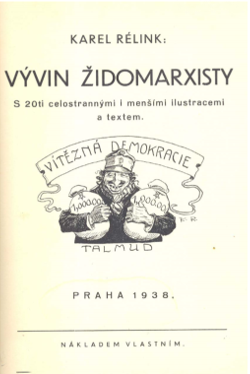
Karel Rélink: Vývin židomarxisty (1938)

Ze známějších autorů ilustroval Karel Rélink např. knihy Popelky Biliánové a Felixe Háje.
- Josefa Kaj. Tyla Sebrané spisy. Svazek druhý (ilustrace J. Čížka, K.V. Mutticha a K. Röhlinga]; V Praze, I.L. Kober, 1899)
- Pokuta (autorka Neera; Praha, J. Otto, 1904)
- Přeletaví ptáci (román, autor M. L. Michajlov; V Praze, Alois Wiesner, 1904?)
- Král Artuš a jeho družina (J. Záveský dle A. L. Haydona; V Praze, F. Šimáček, 1910)
- Ženy a ženušky (autor Josef Skružný; Praha, Jos. R. Vilímek, 1912)
- Milenci a milenky (humoresky, autor Josef Skružný; Praha, Josef Skružný, 1919)
- Na vlastní vrub (román ze současného života, autor E. Kuylenstierna; Praha, A. Neubert, 1919)
- Do panského stavu (autorka Popelka Biliánová; V Praze, Zemědělské knihkupectví A. Neubert 1920, 1928–1931, 1935, Ivo Železný 1992-1995)
- Pod selský krov (autorka Popelka Bilianová; V Praze, A. Neubert, 1921–1922 a 1925-1929)
- Pozdě, ale přece (román, autor Jan Osten; V Praze, Zemědělské knihkupectví A. Neubert, 1921–1922)
- Album obrazů ze Světové války, utrpení českého vojáka v poli (V Brně, Tiskem a nákladem Občanské tiskárny, 1922)
- Dobrodružství malého Martina v lesích brasilských (autor R.M. Ballantyne; V Praze, Nakladatelství Šolc a Šimáček, 1922)
- Mánina s Bábinou (obrázek z minulého století, autorka Popelka Biliánová; Praha, A. Neubert, 1922)
- Čtyři příšerní jezdci z Apokalypsy (autor Vicente Blasco Ibáňez; Praha, Miloslav Nebeský, 1924)
- Trojí máj (autorka Eliška Krásnohorská, Praha, Unie, 1925)[19]
- Tajemství velké oasy (dobrodružný román, autor Percival Christopher Wren; Praha, Miloslav Nebeský, 1927)
- Dva sirotci (román, autor Adolphe d’Ennery; Praha, Šolc a Šimáček, 1928)
- Nejvyšší lásky ideál (autor P. C. Wren; Praha, Miloslav Nebeský, 1929)
- Řídících Márinka (autor Felix Háj; V Brně, nákladem Občanské tiskárny, 1928–1931, 1937, TJ Bohemians 1990-1991, Vimperk Papyrus 1991)

### Vlastní literární díla
- Pražská bohema (Vzpomínky na vynikající české umělce; Praha, B. Kočí 1928, 1929, Jelínek 1944, 1945)
- 28. pluk "Pražské děti" (osmadvacátníci, veselí kluci, ve válečné vichřici; Praha, Nebeský a Beznoska, 1932)

### Antisemitské publikace (vlastní díla)
- Zrcadlo židů, Žid podle Talmudu (Dle známých badatelů rabín. liter. jako: dr. De Lemarque-a, Pontigue, Drumonta, dr. Briemanna [Justus], dr. A. Rohlinga Ljutostanského; Praha, nákladem vlastním, Borský a Šulc (distributor) 1925 a Vlastenecká akce 1939)
- Spása světa (ubozí, pronásledování židé, úvahy z denníku pravého humanisty; Praha, J. S. Schořík, 1926)
- Nenažranski, ministr, humanista-filistr, čili, "Kdo do tebe tvrdou palicí - ty na něho měkkou (ministerskou) stolicí" (ruská veršová hra, pro loutkové divadlo, o třech jednáních s prologem; Praha, J. S. Schořík 1927)
- Vývin židomarxisty (Praha, nákladem vlastním, 1938)

### Příspěvky do časopisů (výběr)

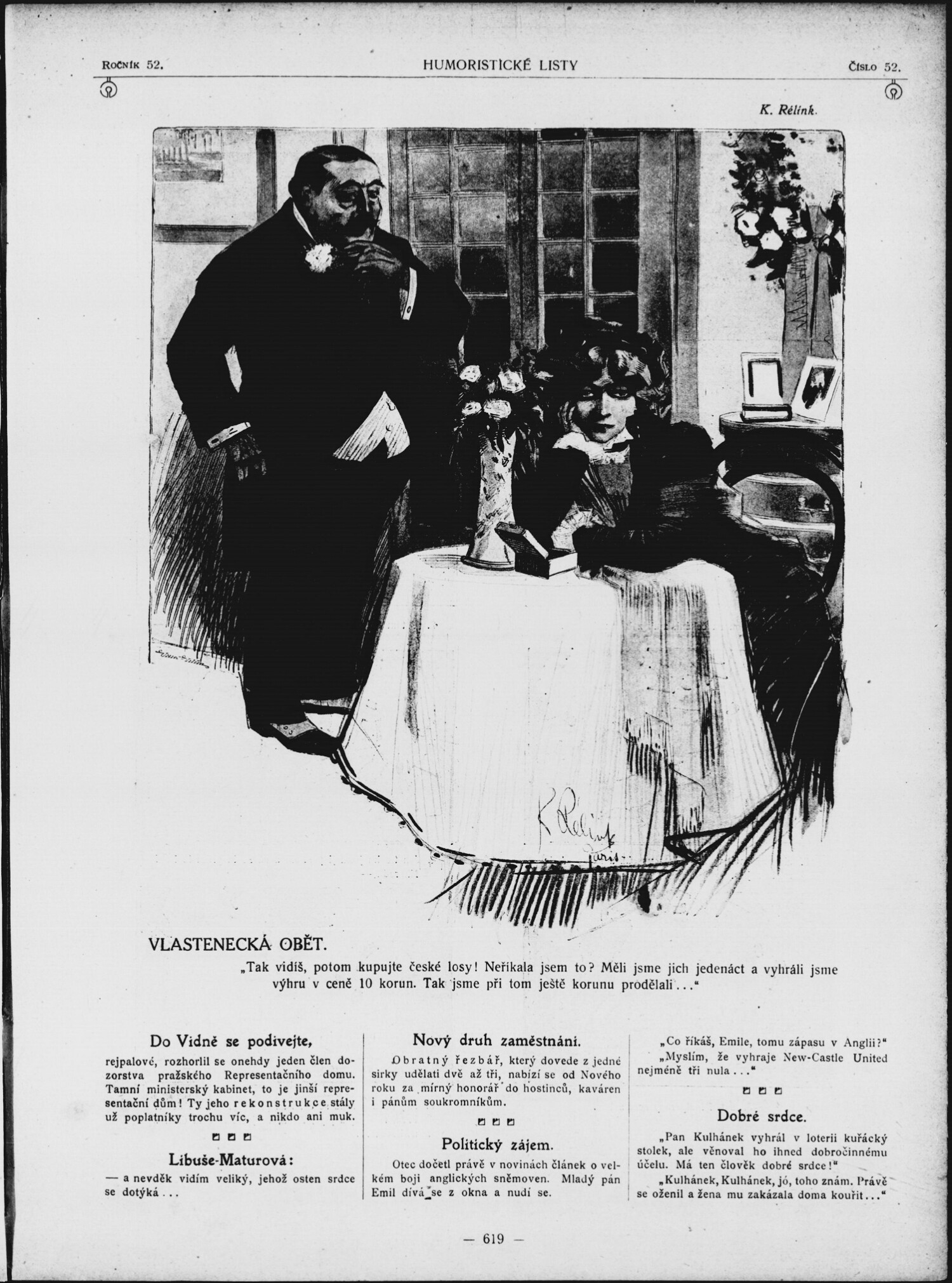
Humoristické listy 17. 12. 1909
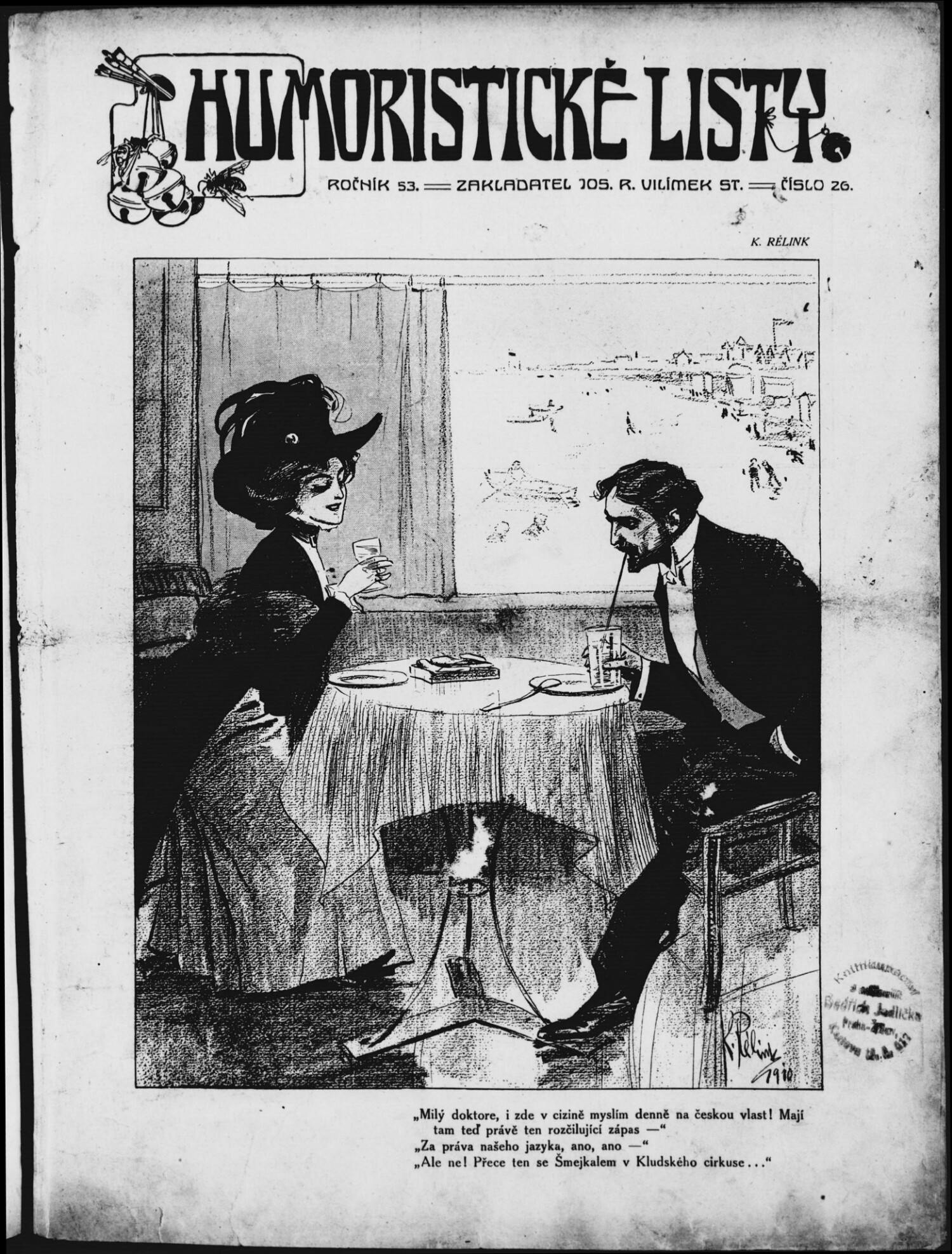
Humoristické listy 17. 6. 1910
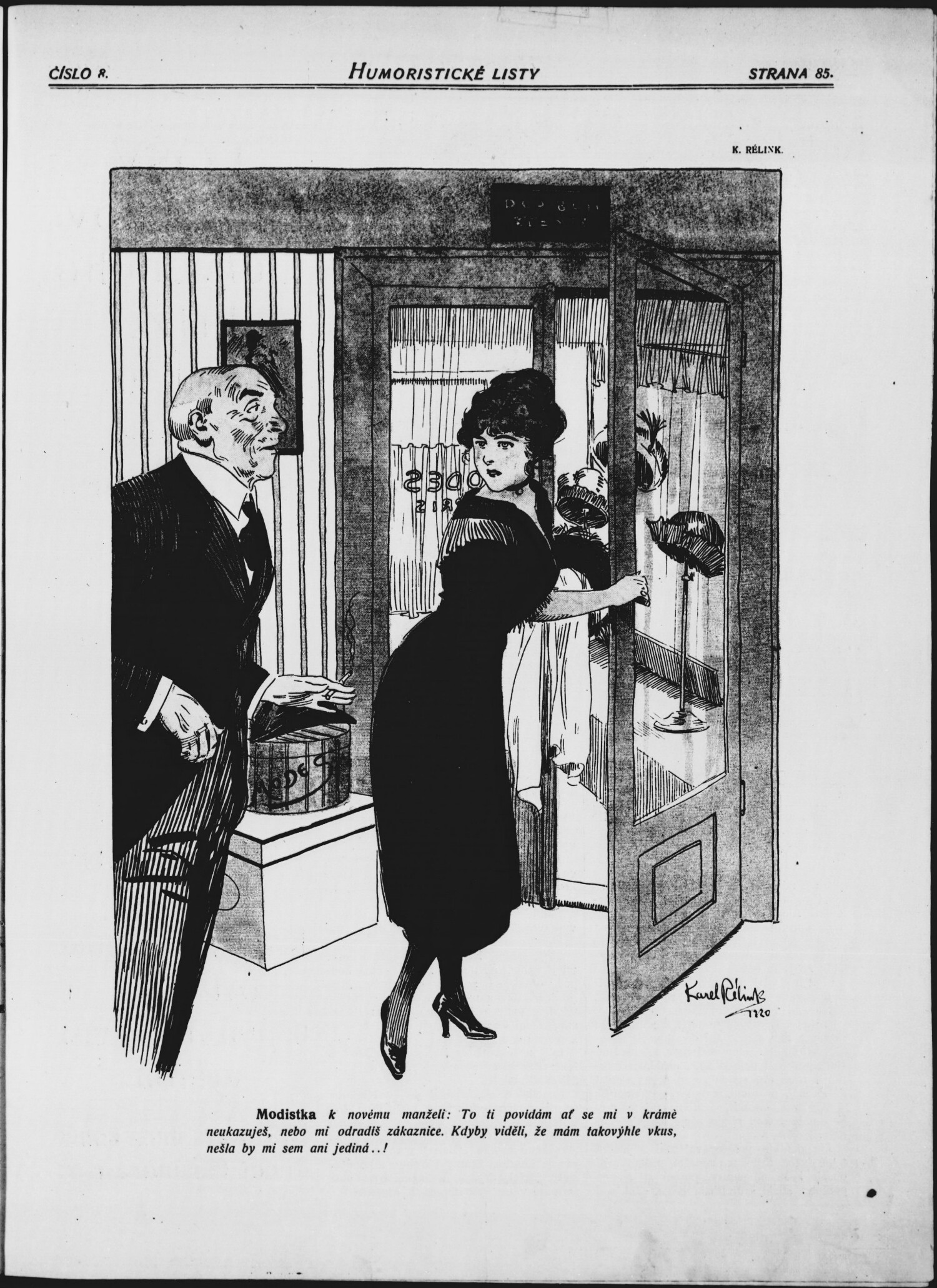
Humoristické listy 12. 2. 1921
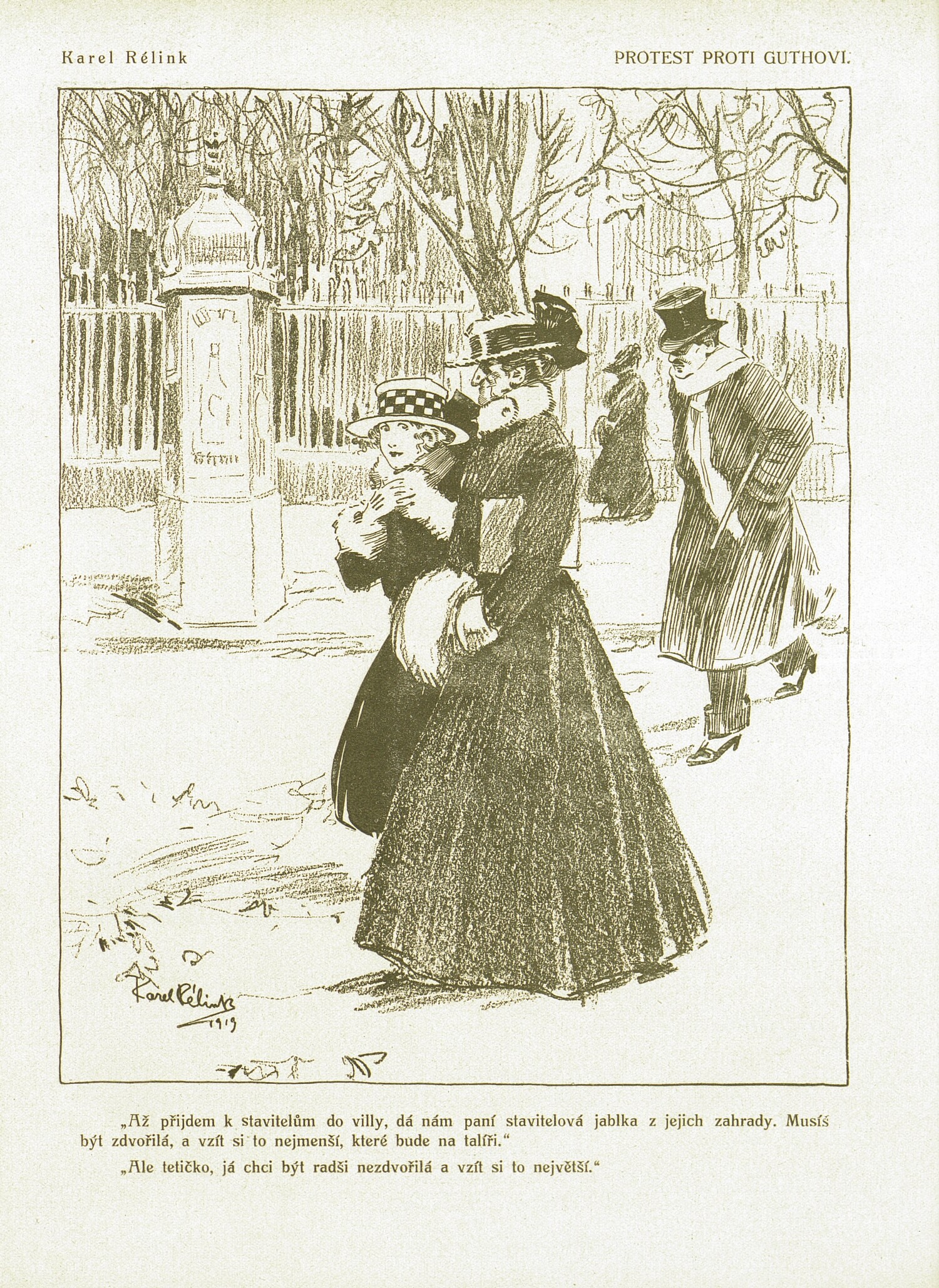
Karel Rélink: Smích republiky 6. 10. 1921
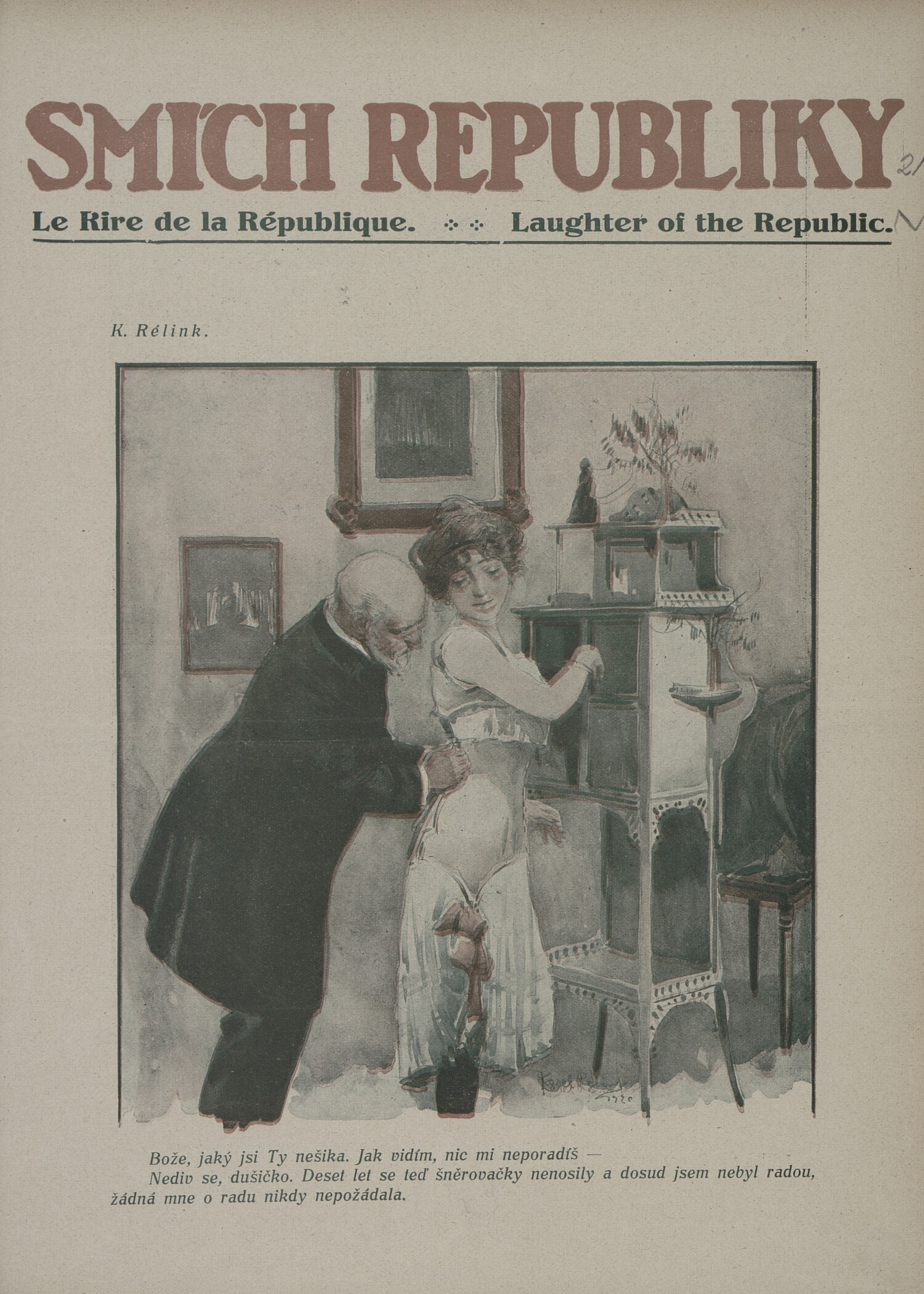
Karel Rélink: Smích republiky 4. 11. 1922

### Volná tvorba (výběr)

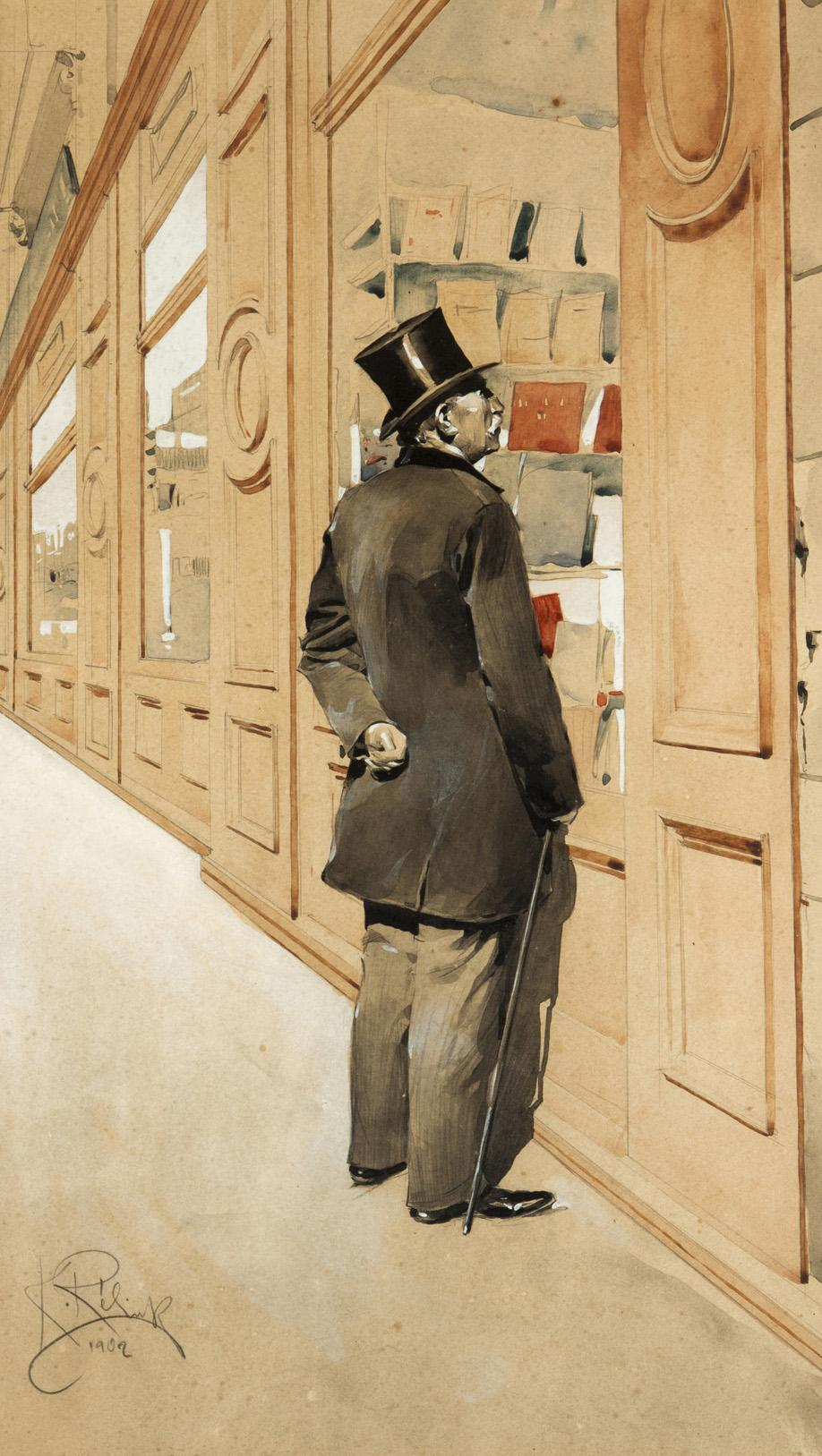
Karel Rélink: Bibliofil (1902)
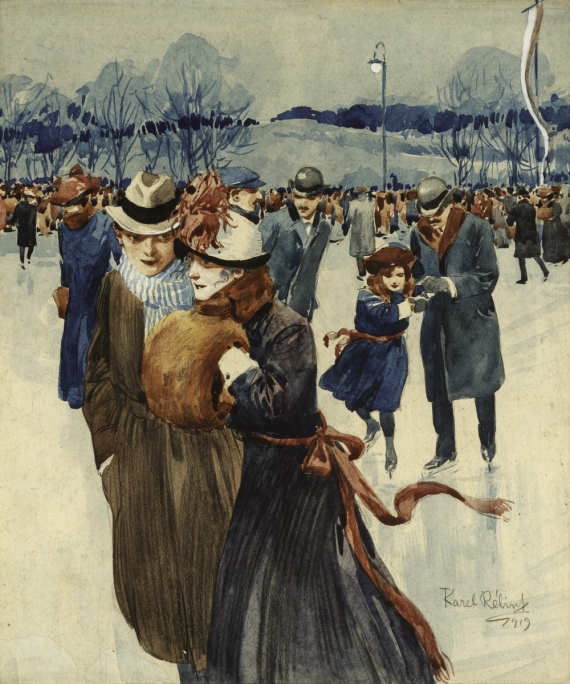
Karel Rélink: Na kluzišti (1919)

### Agitační plakáty

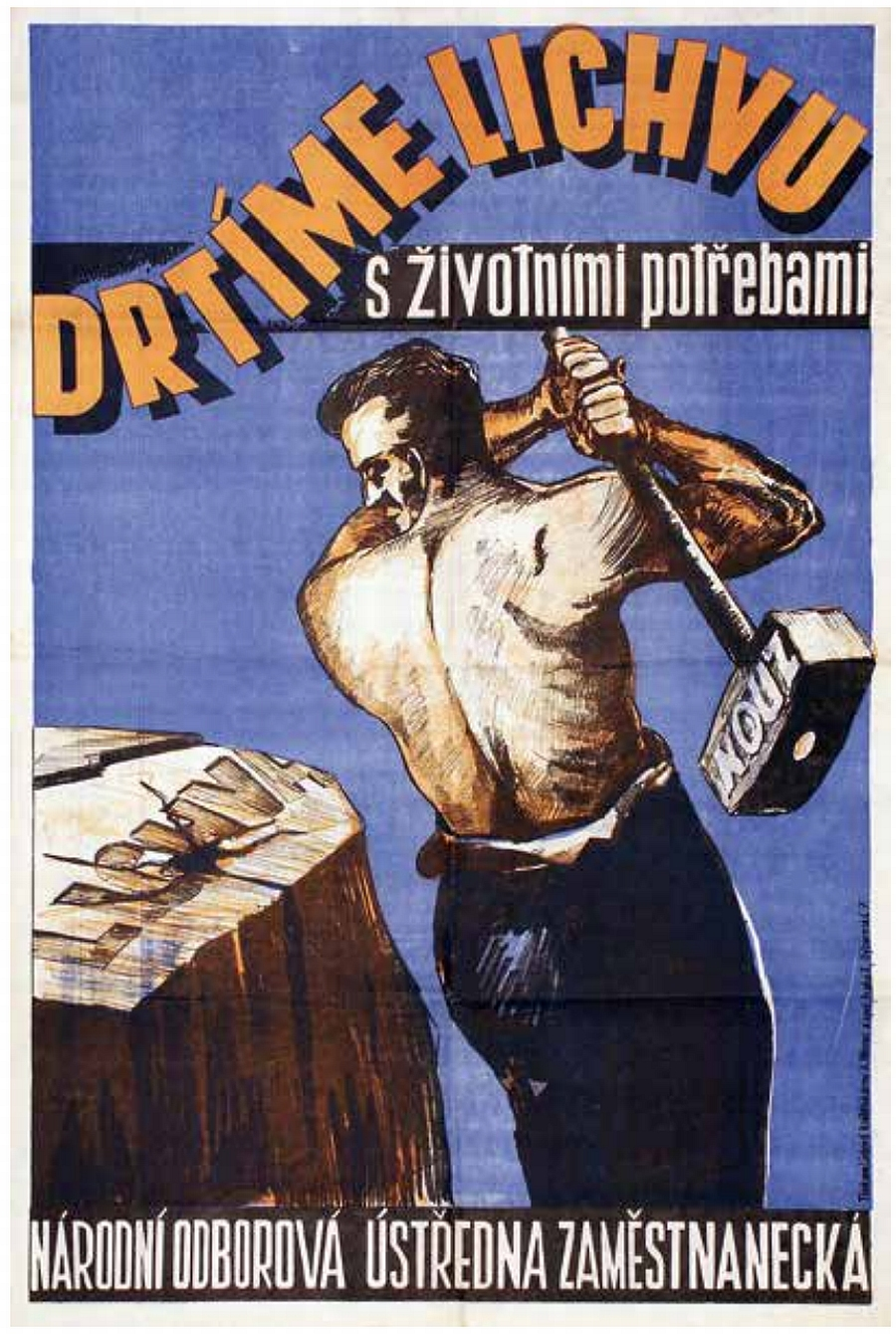
Agitační plakát nabádající dělnictvo k boji proti lichvě (1941)
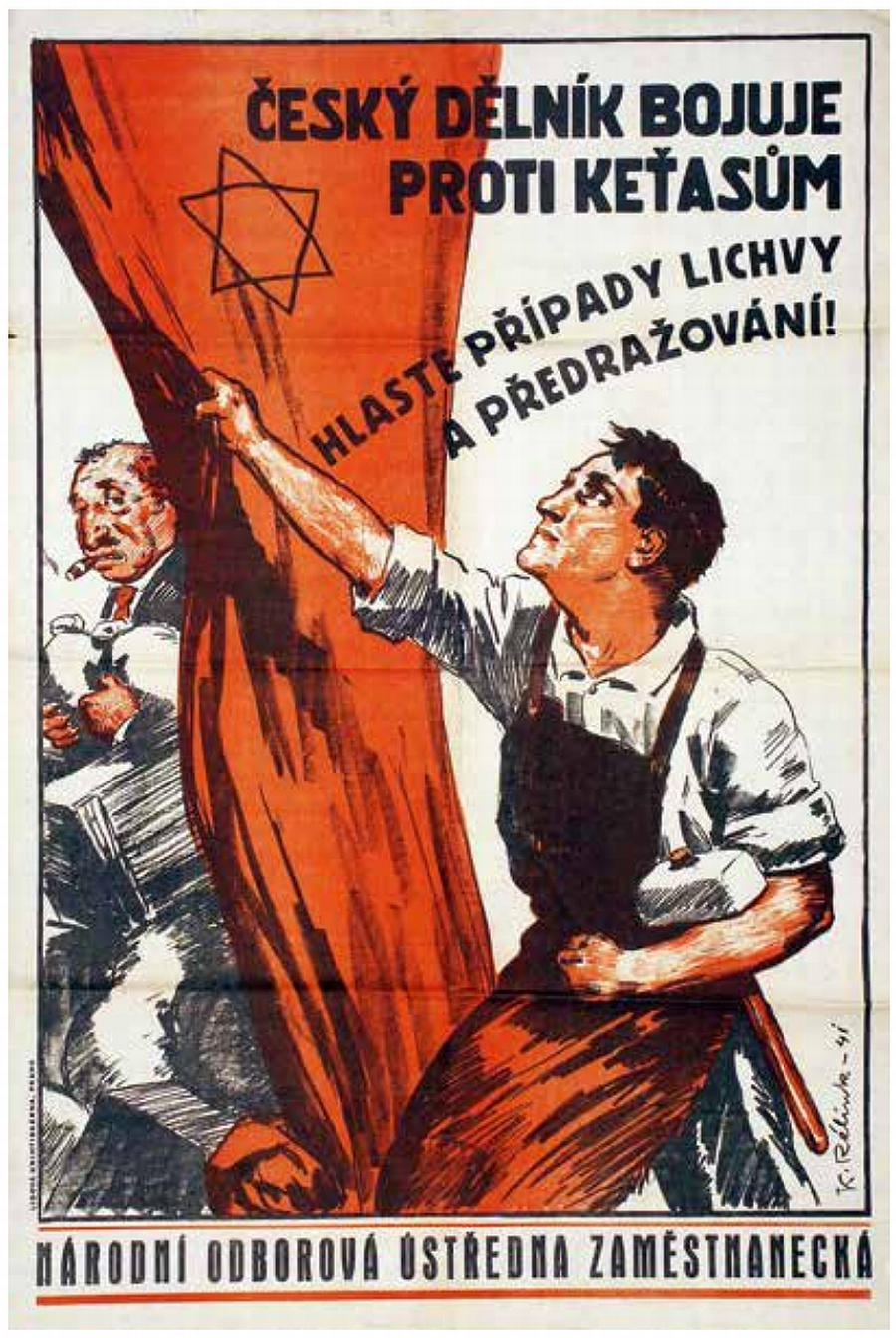
Agitační plakát nabádající dělnictvo k boji proti černému obchodu (1941)